# Supercoppa italiana 2009 (hockey in-line)
La Supercoppa italiana 2009 è stata la 7ª edizione della omonima competizione italiana di hockey in-line disputata 7 settembre 2009 al Pattinodromo comunale di Asiago.
Hanno partecipato l'Asiago Vipers in qualità di squadra campione d'Italia e detentrice della Coppa Italia e i Diavoli Vicenza come finalista della Coppa Italia.
L'Asiago Vipers vinse la partita per 7-5, aggiudicandosi per la sesta volta il trofeo .

## Partecipanti
| Squadre         | Qual. | Partecipazioni precedenti (il grassetto indica la vittoria) |
| --------------- | ----- | ----------------------------------------------------------- |
| Asiago Vipers   |       | 2003, 2004, 2005, 2006, 2007, 2008                          |
| Diavoli Vicenza |       | Nessuna                                                     |

## Tabellino
| Asiago 7 settembre 2009 | Asiago Vipers | 7 – 5 | Diavoli Vicenza | Pattinodromo comunale |